# Лахин, Григорий Родионович
Григорий Родионович Лахин (1916—1943) — лейтенант Рабоче-крестьянской Красной Армии, участник Великой Отечественной войны, Герой Советского Союза (1944).

## Биография

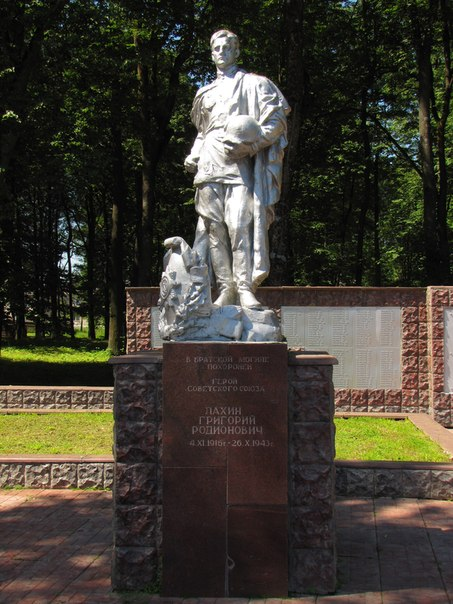
Могила Лахина в Красном.

Григорий Лахин родился 4 ноября 1916 года в посёлке Троицкий (ныне — Кочковский район Новосибирской области) в крестьянской семье. Окончил семь классов школы, затем совпартшколу, после чего работал заведующим ДК Кочковского района. В 1940 году Лахин был призван на службу в Рабоче-крестьянскую Красную Армию Кочковским районным военным комиссариатом. В 1942 году он окончил ускоренный курс Томского артиллерийского училища. С октября 1943 года — на фронтах Великой Отечественной войны, командовал 5-й батареей 1309-го истребительно-противотанкового полка 33-й армии Западного фронта.
28 августа 1943 года батарея Лахина в ходе боя за деревню Алфёрово подавила огонь станкового пулемёта и уничтожила вражеский наблюдательный пункт. 29-30 августа 1943 года батарея своим огнём подавила 4 пулемёта противника, дважды удачно вела огонь по скоплениям вражеской пехоты и боевой техники в районе деревни Лежневка, уничтожив около 30 вражеских солдат и офицеров и рассеяв около пехотной роты. В ночь с 31 августа на 1 сентября, выдвинув на передний край свою разведку, батарея Лахина уничтожила вражеский разведывательный взвод. За период с 27 августа по 2 сентября 1943 года батарея Лахина оказала существенную поддержку пехотным частям, точно и оперативно выполняя все их заявки. Приказом командующего артиллерией 33-й армии № 013/н от 27 сентября 1943 года лейтенант Григорий Лахин был награждён орденом Красной Звезды.
Особо отличился во время освобождения Могилёвской области Белорусской ССР. В районе деревни Ползухи Горецкого района дивизион, управление огнём которого принял на себя Лахин, держал оборону на высоте 217,6. Несмотря на непрерывные бомбардировки вражеской авиации и постоянные контратаки пехотных и танковых сил противника, дивизиону удалось удержать свои позиции. Лахин руководил действиями дивизиона в период с 12 по 18 октября 1943 года. Когда из строя выбывали расчёты, он лично становился к орудиям и вёл огонь. За период боёв Лахин лично уничтожил около 250 вражеских солдат и офицеров. В бою он был контужен, но поля боя не покинул, продолжая руководить действиями дивизиона. 18 октября Лахин получил тяжёлое ранение и был отправлен в госпиталь. 26 октября он скончался. Первоначально был похоронен в деревне Проскурино Краснинского района Смоленской области, после окончания войны был перезахоронен в посёлке Красный.
Указом Президиума Верховного Совета СССР от 29 марта 1944 года за «образцовое выполнение боевых заданий командования на фронте борьбы с немецкими захватчиками и проявленные при этом отвагу и геройство» лейтенант Григорий Лахин посмертно был удостоен высокого звания Героя Советского Союза. Также посмертно был награждён орденом Ленина.
В родном посёлке Лахина ему установлен памятник, в годы Советской власти его имя носила пионерская дружина Троицкой школы.